# Дискографія Крістіни Агілери
Дискографія американської співачки Крістіни Агілери складається з восьми студійних альбомів, двох збірок, одного мініальбому, тридцяти синглів, чотирьох відео-альбомів, тридцяти одного відеокліпу, одного саундтреку та шести промо-синглів.

## Альбоми

### Студійні альбоми
| Назва                | Деталі                                                                         | Найвищі позиції в чартах | Найвищі позиції в чартах | Найвищі позиції в чартах | Найвищі позиції в чартах | Найвищі позиції в чартах | Найвищі позиції в чартах | Найвищі позиції в чартах | Найвищі позиції в чартах | Найвищі позиції в чартах | Найвищі позиції в чартах | Сертифікації | Продажі                                         |
| Назва                | Деталі                                                                         | US                       | AUS                      | AUT                      | CAN                      | GER                      | IRE                      | NLD                      | NZ                       | SWI                      | UK                       | Сертифікації | Продажі                                         |
| -------------------- | ------------------------------------------------------------------------------ | ------------------------ | ------------------------ | ------------------------ | ------------------------ | ------------------------ | ------------------------ | ------------------------ | ------------------------ | ------------------------ | ------------------------ | --- | ----------------------------------------------- |
| Christina Aguilera   | - Випущений: 24 серпня 1999 - Лейбл: RCA - Формати: CD, касета                 | 1                        | 21                       | 15                       | 1                        | 13                       | 10                       | 21                       | 5                        | 5                        | 14                       | - US: 20 × Платиновий - AUS: Платиновий - CAN: 7 × Платиновий - NZ: Платиновий - SWI: Золотий - UK: Золотий                                                                         | - US: 19,142,000 WW: 27,136 000                 |
| Mi Reflejo           | - Випущений: 12 вересня 2000 - Лейбл: RCA - Формати: CD, касета                | 27                       | 1                        | 1                        | 1                        | —                        | 1                        | —                        | 1                        | 54                       | —                        | - US: 6 × Платиновий (Latin) | - US: 480,000                                   |
| My Kind of Christmas | - Випущений: 24 жовтня 2000 - Лейбл: RCA - Формати: CD, касета                 | 28                       | —                        | —                        | —                        | —                        | —                        | —                        | —                        | —                        | —                        | - US: Платиновий | - US: 963,000                                   |
| Stripped             | - Випущений: 26 жовтня 2002 - Лейбл: RCA - Формати: CD, касета                 | 2                        | 7                        | 10                       | 3                        | 6                        | 2                        | 3                        | 5                        | 9                        | 2                        | - US: 15 × Платиновий - AUS: 4 × Платиновий - AUT: Платиновий - CAN: 3 × Платиновий - GER: Платиновий - IRE: Платиновий - NZ: 3 × Платиновий - SWI: Платиновий - UK: 5 × Платиновий | - US: 14,234,000 - UK: 1,850,852 WW: 20,782,163 |
| Back to Basics       | - Випущений: 10 серпня 2006 - Лейбл: RCA - Формати: CD, цифрове завантаження   | 1                        | 1                        | 1                        | 1                        | 1                        | 1                        | 1                        | 2                        | 1                        | 1                        | - US: Платиновий - AUS: 2 × Платиновий - AUT: Золотий - CAN: 3 × Платиновий - GER: Платиновий - IRE: 3 × Платиновий - NZ: Платиновий - SWI: Платиновий - UK: Платиновий             | - US: 1,700,000                                 |
| Bionic               | - Випущений: 4 червня 2010 - Лейбл: RCA - Формати: CD, цифрове завантаження    | 3                        | 3                        | 3                        | 3                        | 6                        | 4                        | 6                        | 6                        | 2                        | 1                        | - AUS: Золотий - AUT: Золотий | - US: 300,000                                   |
| Lotus                | - Випущений: 9 листопада 2012 - Лейбл: RCA - Формати: CD, цифрове завантаження | 7                        | 19                       | 13                       | 7                        | 13                       | 29                       | 12                       | 29                       | 10                       | 28                       | - CAN: Золотий | - US: 182,000                                   |
| Liberation           | - Випущений: 15 червня 2018 - Лейбл: RCA - Формати: CD, цифрове завантаження   | 6                        | 9                        | 9                        | 5                        | 11                       | 28                       | 11                       | 23                       | 3                        | 17                       | | - US: 100,000                                   |

## Музичне відео
| Назва                                         | Рік  | Ржисер(и)                             |
| --------------------------------------------- | ---- | ------------------------------------- |
| «Reflection»                                  | 1998 | Tony Bancroft                         |
| «Genie in a Bottle»                           | 1999 | Diane Martel                          |
| «Genio Atrapado»                              | 1999 | Diane Martel                          |
| «What a Girl Wants»                           | 1999 | Diane Martel                          |
| «The Christmas Song»                          | 1999 | Doug Biro, Clare Davies               |
| «I Turn to You»                               | 2000 | Joseph Kahn                           |
| «Por Siempre Tú»                              | 2000 | Joseph Kahn                           |
| «Come on Over Baby (All I Want Is You)»       | 2000 | Paul Hunter                           |
| «Ven Conmigo (Solamente Tú)»                  | 2000 | Paul Hunter                           |
| «Pero Me Acuerdo De Tí»                       | 2000 | Kevin G. Bray                         |
| «Christmas Time»                              | 2000 | Lawrence Jordan                       |
| «Nobody Wants to Be Lonely» (з Рікі Мартіном) | 2001 | Wayne Isham                           |
| «Falsas Esperanzas»                           | 2001 | Lawrence Jordan                       |
| «Lady Marmalade» (з Pink, Lil' Kim і Mýa)     | 2001 | Paul Hunter                           |
| «What's Going On»                             | 2001 | Jake Scott                            |
| «Dirrty» (з Redman)                           | 2002 | David LaChapelle                      |
| «Beautiful»                                   | 2002 | Jonas Akerlund                        |
| «Fighter»                                     | 2003 | Floria Sigismondi                     |
| «Can't Hold Us Down» (з Lil' Kim)             | 2003 | David LaChapelle                      |
| «The Voice Within»                            | 2003 | David LaChapelle                      |
| «Car Wash» (з Missy Elliott)                  | 2004 | Rich Newey                            |
| «Tilt Ya Head Back» (з Nelly)                 | 2004 | Little X                              |
| «Ain't No Other Man»                          | 2006 | Bryan Barber                          |
| «Hurt»                                        | 2006 | Floria Sigismondi, Christina Aguilera |
| «Tell Me» (з Diddy)                           | 2006 | Erik White                            |
| «Candyman»                                    | 2007 | Matthew Rolston, Christina Aguilera   |
| «Oh Mother»                                   | 2007 | Hamish Hamilton, Jamie King           |
| «Save Me from Myself»                         | 2008 | Christina Aguilera, Linda Perry       |
| «Keeps Gettin' Better»                        | 2008 | Peter Berg                            |
| «Not Myself Tonight»                          | 2010 | Hype Williams                         |
| «You Lost Me»                                 | 2010 | Anthony Mandler                       |
| «Moves Like Jagger» (з Maroon 5)              | 2011 | Jonas Åkerlund                        |